# Puccinia chaetii
Puccinia chaetii ist eine Ständerpilzart aus der Ordnung der Rostpilze (Pucciniales). Der Pilz ist ein Endoparasit des Goldhafers Trisetum sibiricum. Symptome des Befalls durch die Art sind Rostflecken und Pusteln auf den Blattoberflächen der Wirtspflanzen. Sie ist ein Endemit Venezuelas.

## Merkmale

### Makroskopische Merkmale
Puccinia chaetii ist mit bloßem Auge nur anhand der auf der Oberfläche des Wirtes hervortretenden Sporenlager zu erkennen. Sie wachsen in Nestern, die als gelbliche bis braune Flecken und Pusteln auf den Blattoberflächen erscheinen.

### Mikroskopische Merkmale
Das Myzel von Puccinia chaetii wächst wie bei allen Puccinia-Arten interzellulär und bildet Saugfäden, die in das Speichergewebe des Wirtes wachsen. Aecien oder Spermogonien der Art sind nicht bekannt. Die gelblichen Uredien der Art wachsen beidseitig auf den Blättern der Wirtspflanze. Ihre hell zimtbraunen Uredosporen sind annähernd breitellipsoid bis eiförmig, 23–29 × 17–29 µm groß und fein stachelwarzig. Die Art bildet zudem 27–35 × 26–29 µm große, eiförmige Amphisporen von dunkel zimtbrauner Farbe aus. Die zumeist blattunterseitig wachsenden Telien sind schwarzbraun, lang bedeckt und kompakt. Die gelben bis hell haselnussbraunen Teliosporen sind ein- bis zweizellig, in der Regel keulig bis subzylindrisch und 38–44,5 × 20–26 µm groß; ihr Stiel etwa 15 µm lang.

## Verbreitung
Das bekannte Verbreitungsgebiet von Puccinia chaetii umfasst lediglich Venezuela.

## Ökologie
Die Wirtspflanze von Puccinia chaetii ist der Goldhafer Trisetum sibiricum. Der Pilz ernährt sich von den im Speichergewebe der Pflanzen vorhandenen Nährstoffen, seine Sporenlager brechen später durch die Blattoberfläche und setzen Sporen frei. Die Art verfügt über einen Entwicklungszyklus, von dem bislang lediglich Telien und Uredien sowie deren Wirt bekannt sind; Spermogonien und Aecien konnten dem Pilz nicht zugeordnet werden. 